# HD 38801
HD 38801 — звезда, которая находится в созвездии Орион на расстоянии около 324 световых лет от нас. Вокруг звезды обращается, как минимум, одна планета.

## Характеристики
HD 38801 — звезда 8,26 звёздной величины; впервые в астрономической литературе упоминается в каталоге Генри Дрейпера, изданном в начале XX века. Это оранжевый субгигант, имеющий возраст 4,67 миллиардов лет. Его масса и радиус равны 1,36 и 2,53 солнечных соответственно. Температура поверхности составляет около 5222 кельвинов. По светимости звезда превосходит наше дневное светило в четыре с половиной раза.

## Планетная система
В 2010 году группой астрономов, работающих с данными, полученными телескопами Субару и Кек, было объявлено об открытии планеты HD 38801 b в данной системе. Она представляет собой газовый гигант по массе превосходящий Юпитера в 10 с лишним раз. Планета обращается по круговой орбите на расстоянии 1,7 а.е. от звезды, совершая полный оборот за 696 суток. Открытие планеты было совершено методом Доплера.